# Gwyn Staley 400 1971
Gwyn Staley 400 1971 var ett stockcarlopp ingående i Nascar Winston Cup Series (nuvarande Nascar Cup Series) som kördes 18 april 1971 på den 0,625 mile (1,005 km) långa ovalbanan North Wilkesboro Speedway i North Wilkesboro, North Carolina. Totalt avverkades 250 miles (402,336 km) fördelat på 400 varv. Banunderlaget var asfalt. Loppet vanns av Richard Petty i en Plymouth på tiden 2:32.19 körande för Petty Enterprises. Pettys snitthastighet uppgick till 98,479 mph. Han var vid målgång ensam förare på ledarvarvet, ett varv före tvåan David Pearson. Det var Pettys 126:e vinst av totalt 200 i karriären. Prispotten uppgick till 23 625 dollar, varvid 4 545 dollar gick till segraren.
Loppet är uppkallat efter stockcarföraren Gwyn Staley som förolyckades på Atlantic Rural Fairgrounds (nuvarande Richmond Raceway) 23 mars 1958 i ett lopp ingående i Nascar Convertible Division.

## Resultat
| Plc     | Nr | Förare            | Team/ bilägare            | Konstruktör | Start | Varv | Ledda varv |
| ------- | -- | ----------------- | ------------------------- | ----------- | ----- | ---- | ---------- |
| 1       | 43 | Richard Petty     | Petty Enterprises         | Plymouth    | 3     | 400  | 186        |
| 2       | 17 | David Pearson     | Holman Moody              | Ford        | 2     | 399  | 0          |
| 3       | 22 | Dick Brooks       | Mario Rossi               | Dodge       | 5     | 396  | 0          |
| 4       | 72 | Benny Parsons     | DeWitt Racing             | Ford        | 4     | 394  | 0          |
| 5       | 12 | Bobby Allison     | Bobby Allison Motorsports | Dodge       | 6     | 394  | 0          |
| 6       | 48 | James Hylton      | Hylton Engineering        | Mercury     | 13    | 386  | 0          |
| 7       | 90 | Bill Dennis       | Donlavey Racing           | Mercury     | 10    | 379  | 0          |
| 8       | 10 | Bill Champion     | Champion Racing           | Ford        | 11    | 379  | 0          |
| 9       | 49 | G.C. Spencer      | GC Spencer Racing         | Plymouth    | 19    | 379  | 0          |
| 10      | 24 | Cecil Gordon      | Gordon Racing             | Mercury     | 17    | 374  | 0          |
| 11      | 25 | Jabe Thomas       | Robertson Racing          | Plymouth    | 12    | 364  | 0          |
| 12      | 79 | Frank Warren      | Warren Racing             | Plymouth    | 25    | 358  | 0          |
| 13      | 71 | Bobby Isaac       | K&K Insurance Racing      | Dodge       | 1     | 355  | 204        |
| 14      | 74 | Bill Shirey       | Bill Shirey               | Plymouth    | 27    | 348  | 0          |
| 15      | 64 | Elmo Langley      | Langley-Woodfield Racing  | Ford        | 8     | 306  | 0          |
| 16      | 93 | Richard D. Brown  | Harold Furr               | Chevrolet   | 7     | 281  | 0          |
| 17      | 30 | Walter Ballard    | Ballard Racing            | Ford        | 15    | 249  | 0          |
| 18      | 28 | Ed Negre          | Brooks Racing             | Ford        | 30    | 243  | 0          |
| 19      | 63 | Charlie Roberts   | Roberts Racing            | Dodge       | 24    | 241  | 0          |
| 20      | 70 | J.D. McDuffie     | McDuffie Racing           | Mercury     | 21    | 191  | 0          |
| 21      | 34 | Wendell Scott     | Scott Racing              | Ford        | 16    | 96   | 0          |
| 22      | 51 | Dub Simpson       | Strong Racing             | Chevrolet   | 22    | 96   | 0          |
| 23      | 88 | Ron Keselowski    | Lubinski Racing           | Dodge       | 20    | 94   | 0          |
| 24      | 47 | Raymond Williams  | Seifert Racing            | Ford        | 29    | 92   | 0          |
| 25      | 46 | Roy Mayne         | Tom Hunter                | Chevrolet   | 18    | 54   | 0          |
| 26      | 91 | Charlie Glotzbach | Junior Fields             | Chevrolet   | 19    | 29   | 0          |
| 27      | 26 | Earl Brooks       | Brooks Racing             | Ford        | 28    | 28   | 0          |
| 28      | 84 | Clyde Lynn        | Langley-Woodfield Racing  | Mercury     | 23    | 15   | 0          |
| 29      | 45 | Bill Seifert      | Seifert Racing            | Ford        | 14    | 14   | 0          |
| 30      | 62 | Dick Poling       | K-Automotive Motorsports  | Dodge       | 26    | 2    | 0          |
| Källor: |    |                   |                           |             |       |      |            |